# Graciano el Viejo
Graciano el Viejo (en latín, Gratianus Maior) fue un militar ilirio del Imperio Romano del siglo IV. Era el padre de los emperadores romanos Valentiniano I (r. 364-375) y Valente (r. 364-378) y el abuelo de los emperadores Graciano el Joven (r. 375-383) y Valentiniano II (r. 375-392), por lo que se le considera el patriarca de la Dinastía Valentiniana. El también emperador Valentiniano III (r. 425-455) fue su descendiente lejano. 

## Biografía

### Orígenes
Los orígenes de Graciano fueron en la ciudad de Cibalae (actual Vinkovci), en el sur de Pannonia Secunda (actual Croacia), posiblemente en los años 280. Durante su juventud, obtuvo el apodo de "Funarius", que significa "el hombre de las cuerdas" porque era un vendedor de cuerdas. Graciano se unió al ejército romano y ascendió de rango para convertirse en protector doméstico durante el reinado de Constantino el Grande (r. 306-337). 

### Carrera
Un protector domesticus llamado "... atianus" está atestiguado en Salona (actual Split) durante este tiempo, lo que lleva a algunos a pensar que Graciano podría haber estado destinado allí. El primer mando independiente de Graciano fue como tribuno, probablemente en el ejército de campaña móvil de Constantino. 
A finales de los 320 o principios de los 330 se le hizo Comes Africae, la máxima autoridad militar del África romana, posiblemente para supervisar la frontera. Sin embargo, Graciano pronto fue acusado de malversación y se vio obligado a retirarse. 
Graciano fue recordado a principios de los años 340 y se le nombró Comes Britanniarum. Es posible que haya sido llamado para comandar una unidad de comitatenses bajo el emperador Constante I (r. 337-350) durante su campaña en la isla en el invierno del 342/343. La crisis que precipitó esto no se conoce con certeza. Después de que terminó su carrera militar, Graciano regresó a su lugar de nacimiento y vivió como un ciudadano privado con buena reputación. 

### Legado
Después de su retiro, el emperador Constancio II (r. 337-361) confiscó todas sus propiedades debido a su presunto apoyo al usurpador Magnencio (r. 350-353). Sin embargo, todavía era popular dentro del ejército. Esta popularidad podría haber contribuido al éxito de las carreras de sus hijos. Cuando su hijo Valente se convirtió en emperador en 364, el Senado de Constantinopla decretó la erección de una estatua de bronce de él.
Sus hijos, nietos y bisnietos fueron emperadores de las Dinastías Valentiniana (364-392) y Teodosiana (378-457), tanto en el Imperio de Oriente como en el de Occidente. 